# Ormond Stone
Ormond Stone   (Pekin, 11 de gener de 1847 - Centreville, 17 de gener de 1933) va ser astrònom, matemàtic i educador format per la Universitat de Chicago en 1870. Va ser director de l'Observatori McCormick i de l'Observatori de Cincinnati a més d'editor del Annals of Mathematics, i cap al final de la seva vida va fer donacions que van portar a la fundació del sistema de biblioteques públiques Fairfax.
Durant el seu treball en l'Observatori de Cincinnati a mitjan 1885 va realitzar l'observació de diverses nebuloses, estels dobles i estels variables.